# Israel Gutman
Israel Gutman (hebr. ישראל גוטמן; ur. 20 maja 1923 w Warszawie, zm. 1 października 2013 w Jerozolimie) – żydowski historyk, działacz ruchu oporu w getcie warszawskim, uczestnik powstania w getcie warszawskim.

## Życiorys
Syn Benjamina, robotnika w fabryce zabawek i Sary. Miał dwójkę rodzeństwa: Rywkę i Gołdę. Był członkiem Ha-Szomer Ha-Cair.
Po wybuchu II wojny światowej, jeszcze przed zamknięciem getta warszawskiego, zmarł jego ojciec i siostra Rywka. Po zamknięciu getta jego matka zachorowała i zmarła na tyfus, a on sam przejął opiekę nad dziewięcioletnią siostrą. W getcie współpracował z dawnymi działaczami Ha-Szomer Ha-Cair. Dzięki pomocy Ewy i Abrahama Gepnerów jego siostra została umieszczona w Domu Sierot prowadzonym przez Janusza Korczaka, a Gutman otrzymał pracę jako posłaniec w Zakładzie Zaopatrywania, a następnie jako robotnik w szopie produkującym sztuczny miód i dżem. W getcie angażował się w działalność edukacyjną wśród dzieci, brał udział także w kolportażu prasy podziemnej. 
Po powstaniu Bloku Antyfaszystowskiego przeszedł w nim podstawowe szkolenie wojskowe. Latem 1942 roku jego siostra, wraz z innymi mieszkańcami Domu Sierot, została wywieziona do obozu zagłady w Treblince. Gutman próbował uratować ją z transportu, chciał nawet dostać się na Umschlagplatz, powstrzymał go jednak Eliahu Różański. Wkrótce potem sam został zatrzymany przez funkcjonariuszy Schutzstaffel, jednak uciekł z transportu.
Został działaczem Żydowskiej Organizacji Bojowej w getcie warszawskim. Otrzymał przydział do grupy Mordechaja Growasa, która obsadzała pozycje przy ulicy Nalewki 37. Po wybuchu powstania w getcie 19 kwietnia 1943 wziął w nim udział. Na początku powstania przebywał w bunkrze dla rannych przy ulicy Franciszkańskiej 30, gdzie wkrótce potem przeniosło się dowództwo ŻOB. W nocy 22 kwietnia 1943 roku brał udział w próbie ugaszenia pożaru na dachu budynku, został jednak postrzelony w twarz przez napotkanych Niemców. Na początku maja bunkier został odkryty, a Gutman trafił do niewoli.
Został osadzony w obozie koncentracyjnym na Majdanku, skąd niedługo później trafił do Auschwitz-Birkenau. W Auschwitz dołączył do obozowego ruchu oporu. W styczniu 1945 roku brał udział w marszu śmierci do Mauthausen. 5 maja 1945 roku został wyzwolony w Gunskirchen.
Po wojnie trafił do obozu dla przesiedleńców w Santa Maria Di Leuca, gdzie był członkiem grupy założycielskiej kibucu Awiw. Zaangażował się w działalność Ha-Szomer Ha-Cair we Włoszech. Na przełomie 1947 i 1948 roku odwiedził Warszawę, następnie udał się do Palestyny, gdzie dotarł na początku 1948 roku. Brał udział w I wojnie izraelsko-arabskiej. Pracował jako robotnik rolny w kibucu Lahawot ha-Baszan, gdzie poznał swoją przyszłą żonę, Irit Edelstein. Mieli trójkę dzieci: Nimroda, Ditę i Tami
W Izraelu opublikował książkę Ludzie i popioły. Książka o Auschwitz-Birkenau. W 1961 uczestniczył w tworzeniu Centrum Pamięci Mordechaja Anielewicza. W tym samym roku, podczas odbywającego się w Izraelu procesu Adolfa Eichmanna uczestniczył w nim w charakterze świadka. W 1963 roku wydał monografię Mered ha-necurim: Mordchaj Anielewicz u-lechimat geto Warsza. W 1971 roku jego syn, Nimrod, zginął podczas odbywania służby wojskowej. W tym samym roku Gutman przeniósł się do Jerozolimy.
W latach 1971–1993 pracował na Uniwersytecie Hebrajskim w Jerozolimie. W latach 1975–1993 piastował funkcję dyrektora Ośrodka Badawczo-Naukowego Jad Waszem w Jerozolimie. W latach 1980–1981 wykładał gościnnie na Uniwersytecie Kalifornijskim w Los Angeles. Od 1983 do 1985 piastował funkcję dyrektora Instytutu Współczesnego Żydostwa Uniwersytetu Hebrajskiego w Jerozolimie, a w latach 1993–1996 dyrektora Międzynarodowego Instytutu Badań nad Holocaustem Jad Waszem.
W 1995 otrzymał tytuł doktora honoris causa Uniwersytetu Warszawskiego. W latach 2000–2012 był wiceprzewodniczącym Międzynarodowej Rady Oświęcimskiej. Był także członkiem Komitetu Naukowo-Badawczego Muzeum Pamięci Holocaustu w USA. Był autorem 11 książek oraz redaktorem albo współredaktorem kolejnych 19.
Zmarł 1 października 2013 w Jerozolimie.

## Otrzymane nagrody
- Nagroda Avrahama Shlonsky’ego (w dziedzinie literatury)
- Nagroda Itzhaka Sade’a
- Carl-von-Ossietzky-Preis für Zeitgeschichte und Politik
- Nagroda Federacji Żydów Polskich

## Publikacje
- The Jews of Warsaw, wyd. pol. Żydzi warszawscy 1939–1943, Oficyna Wydawnicza Rytm, Warszawa 1993